# أجلونيما مستديرة
أجلونيما مستديرة (الاسم العلمي: Aglaonema rotundum) هي نوع من النباتات يتبع جنس الأجلونيما من الفصيلة اللوفية.